# Кондаков, Павел Александрович
Па́вел Алекса́ндрович Кондако́в (27 ноября 1972) — российский футболист и тренер, играл на позиции вратаря.

## Карьера
Воспитанник СДЮСШОР «Ярославец» из Ярославля. В 1989 году выступал за любительский клуб ШВСМ в первенстве РСФСР среди команд КФК. В 1991 году перешёл в «Шинник». 27 сентября 1992 года в матче 6-го тура второго этапа против ставропольского «Динамо» дебютировал в матчах высшей лиги. Всего же за «Шинник» в чемпионатах России провёл 68 матчей, в которых пропустил 60 мячей.